# 西藏婦女協會
西藏婦女協會（英語：Tibetan Women's Association，縮寫TWA）是一個藏人的婦女組織，其總部位於印度北部坎格拉縣的上達蘭薩拉。
1984年9月10日，原西藏青年大會活動家仁青康珠（Rinchen Khando Choegyal）創立了西藏婦女協會，但這一組織卻將自己的歷史推前到1959年西藏抗暴運動期間。
該組織宣稱其目的是推動西藏和海外流亡藏人中西藏文化的永存，包括在藏人中推動內婚制，以及向國際法庭控告對西藏婦女的人權侵害。在印度，西藏婦女協會創立了西藏修女項目來教育比丘尼，並贊助民族舞蹈等文化事業。
1995年，西藏婦女協會試圖參加在北京舉辦的第四屆世界婦女大會，但未獲得取得資格。今日，西藏婦女協會在全球有37個分支機構和11000名會員。2012年，該組織的主席被揭露，她在2000年至2003年期間侵吞了組織的3800美元經費。

## 外部連結
- 西藏婦女協會網站 （页面存档备份，存于）